# Рыков, Леонид Васильевич
Леонид Васильевич Рыков (1921—1988) — заместитель командира эскадрильи 44-го гвардейского бомбардировочного авиационного полка 9-й гвардейской ночной бомбардировочной авиационной дивизии 16-й воздушной армии 1-го Белорусского фронта, гвардии старший лейтенант. Герой Советского Союза.

## Биография
Родился 15 февраля 1921 года в деревне Князево ныне Дебёсского района Удмуртской Республики в крестьянской семье. Русский. Член КПСС с 1943 года. Окончил семь классов неполной средней школы. Работал слесарем на машиностроительном заводе в Ижевске.
В 1939 году призван в ряды Красной Армии. В 1940 году окончил Пермскую военно-авиационную школу пилотов. В боях Великой Отечественной войны с июня 1941 года.
К маю 1945 года заместитель командира эскадрильи 44-го гвардейского бомбардировочного авиационного полка гвардии старший лейтенант Л. В. Рыков совершил 930 боевых вылетов на разведку и бомбардировку скоплений войск и техники противника, вражеских переправ, аэродромов, железнодорожных узлов, узлов связи, складов и других военных объектов, а также на транспортировку грузов партизанам и повстанцам Варшавы.
Указом Президиума Верховного Совета СССР от 15 мая 1946 года за образцовое выполнение боевых заданий командования по уничтожению живой силы и техники противника и проявленные при этом мужество и героизм гвардии старшему лейтенанту Леониду Васильевичу Рыкову присвоено звание Героя Советского Союза с вручением ордена Ленина и медали «Золотая Звезда».
После окончания Великой Отечественной войны продолжал службу в Военно-воздушных силах. С 1958 года полковник Л. В. Рыков — в запасе. Жил в Туле. Умер 30 декабря 1988 года.
Награждён орденом Ленина, двумя орденами Красного Знамени, орденом Богдана Хмельницкого 3-й степени, орденом Отечественной войны 1-й степени, орденом Отечественной войны 2-й степени, орденом Красной Звезды, медалями. Его имя увековечено на мемориальной доске работникам машзавода в городе Ижевск.